# Dancin' on the Edge
Dancin' on the Edge es el segundo álbum de estudio de la guitarrista/vocalista Lita Ford. También es su último trabajo con el sello discográfico Mercury Records antes de firmar con RCA/Dreamland Records. El álbum presenta una nueva alineación de músicos, de los que destacan Randy Castillo (quien tocaría después con Ozzy Osbourne y Motley Crue), Aldo Nova en los teclados y el bajista Hugh McDonald, actual músico de la banda Bon Jovi. Dancin' on the Edge superó el éxito del álbum debut Out for Blood en ventas y radiodifusión.

## Lista de canciones
Todas escritas por Lita Ford, excepto donde se indique.

### Lado uno
1. "Gotta Let Go" (Ford, Geoffrey Leib) – 4:39
2. "Dancin' on the Edge" – 5:00
3. "Dressed to Kill" – 3:44
4. "Hit 'n Run" (Leib, Moon Calhoun) – 3:54

### Lado dos
1. "Lady Killer" – 3:41
2. "Still Waitin'" – 4:20
3. "Fire in My Heart" – 3:46
4. "Don't Let Me Down Tonight" – 4:42
5. "Run with the $" – 4:21

## Personal
- Lita Ford - voz, guitarra
- Hugh McDonald - bajo
- Randy Castillo - batería
- Aldo Nova - teclados